# Kristi-jongens
Kristi-jongens of Christi-jeugd was een Vlaams katholieke jeugdvereniging met oorsprong Tienen, opgericht door priester Antoon Aarts .
Als onderpastoor van de Heilig Hartkerk in Tienen richtte Aarts in juli 1932 de jeugdvereniging Kristi-jongens op. De inspiratie van deze vernieuwende beweging kwam van de ervaringen van Aarts als oud-scoutslid, de KSA en zijn studies over de Duitse jeugdbewegingen, met name de katholieke Jugendbund Neudeutschland van kardinaal Felix von Hartman met het thema van Christus Koning, de Quickborn-beweging met geestelijke leider Romano Guardini, en de Wandervogel met eigentijdse natuurbeleving.
Onder de leuze "Christus is Koning, zijn ridders zijn wij" wist hij op korte tijd heel wat jongens te boeien. Reizen, trektochten door de natuur met trommels en mandolines, bezinningsmomenten, kampvuren met liederen, een vlaggenwijding en een belijdenis. Christus-Koning was de hoogdag van deze vereniging, en werd intens gevierd.  Op enkele maanden tijd had de beweging meer dan 80 leden en sloten nog steeds meer jongens van minder en meer welgestelde stand aan. De vereniging kreeg opvolging in de randgemeenten van Tienen, in Vissenaken, Beerzel en was in opbouw in Stabroek.
Onder druk van Cardijn, de toenmalig proost van de KAJ, die deze evolutie niet graag tegemoet zag, werd de vereniging als niet in lijn met de Katholieke Actie beschouwd, en op 13 december 1933 verboden door het aartsbisdom. Aarts werd overgeplaatst naar de Sint Rochus-parochie te Deurne waar hij in april 1934 de nieuwe jeugdbeweging Jongensbond Sint-Rochus oprichtte met een gelijkaardige thematiek en dezelfde stijlelementen. De Kristi-jongens en de Deurnese modelgroep vormden de inspiratiebron voor zijn priester-vriend Jozef Cleymans, en de start van de vernieuwde patronaatswerking wat tot Chirojeugd Vlaanderen leidde.
Een boek over de Kristi-jongens geschreven door T. Lindekruis, pseudoniem van Aarts, verscheen in 1932.